# Yemen ai Giochi olimpici
Lo Yemen ha partecipato per la prima volta ai Giochi olimpici nel 1992; da allora ha preso parte a tutte le edizioni estive dei Giochi, ma a nessuna di quelle invernali.
I suoi atleti non hanno mai vinto alcuna medaglia.
Prima della riunificazione dello Yemen, lo Yemen del Nord e lo Yemen del Sud parteciparono separatamente; il primo prese parte ai Giochi estivi del 1984 e del 1988, il secondo ai soli Giochi estivi del 1988.
Il Consiglio Olimpico Nazionale dello Yemen, fondato nel 1971, è stato riconosciuto dal CIO nel 1981.

## Medaglieri

### Medaglie alle Olimpiadi estive
| Giochi              | Oro                                        | Argento                                    | Bronzo                                     | Totale                                     |
| ------------------- | ------------------------------------------ | ------------------------------------------ | ------------------------------------------ | ------------------------------------------ |
| Los Angeles 1984    | partecipa il solo Yemen del Nord           | partecipa il solo Yemen del Nord           | partecipa il solo Yemen del Nord           | partecipa il solo Yemen del Nord           |
| Seul 1988           | partecipano Yemen del Nord e Yemen del Sud | partecipano Yemen del Nord e Yemen del Sud | partecipano Yemen del Nord e Yemen del Sud | partecipano Yemen del Nord e Yemen del Sud |
| Barcellona 1992     | 0                                          | 0                                          | 0                                          | 0                                          |
| Atlanta 1996        | 0                                          | 0                                          | 0                                          | 0                                          |
| Sydney 2000         | 0                                          | 0                                          | 0                                          | 0                                          |
| Atene 2004          | 0                                          | 0                                          | 0                                          | 0                                          |
| Pechino 2008        | 0                                          | 0                                          | 0                                          | 0                                          |
| Londra 2012         | 0                                          | 0                                          | 0                                          | 0                                          |
| Rio de Janeiro 2016 | 0                                          | 0                                          | 0                                          | 0                                          |
| Tokyo 2020          | 0                                          | 0                                          | 0                                          | 0                                          |
| Parigi 2024         | 0                                          | 0                                          | 0                                          | 0                                          |
| Totale              | 0                                          | 0                                          | 0                                          | 0                                          |